# 廊坊体育场
廊坊体育场是廊坊的一座多功能体育场，曾为中超联赛球队河北华夏幸福的主场，现为中乙联赛球队廊坊荣耀之城的主场。该体育场可容纳观众30,040人。